# 安倍房上
安倍 房上（あべ の ふさうら/ふさかみ）は、平安時代初期から前期にかけての貴族。氏は安部とも記される。治部卿・安倍吉人の子。官位は正五位下・大和守。

## 経歴
斉衡3年（856年）従五位下に叙爵し、大炊頭に任ぜられるが、まもなく安房守に転じる。
清和朝に入り、散位を経て天安2年11月（859年1月）大判事に任ぜられる。翌天安3年（859年）土佐守・図書頭・治部少輔と短期間に官職を転々とする。貞観4年（862年）尾張守として地方官に転じる。貞観10年（868年）弾正少弼と京官に復帰するが、翌貞観11年（869年）従五位上・丹波権守に叙任され、再び地方官に転じた。
貞観18年（876年）笠弘興と共に大極殿放火の疑いをかけられ拘禁されるも。結局罪に問われなかったらしく、元慶2年（878年）河内守に復して、元慶6年（882年）正五位下・大和守に至った。

## 官歴
- 時期不詳：正六位上
- 斉衡3年（856年） 正月7日：従五位下[2]。3月11日：大炊頭[3]。5月25日：安房守[4]
- 天安2年11月25日（859年1月2日）：大判事[5]
- 天安3年（859年） 正月13日：土佐守[6]。2月13日：図書頭[7]。4月9日：治部少輔[8]
- 貞観2年（860年） 閏10月25日：装束司次官[9]
- 貞観4年（862年） 正月13日：尾張守[10]
- 貞観10年（868年） 2月17日：弾正少弼[11]
- 貞観11年（869年） 正月7日：従五位上[12]。正月13日：丹波権守[13]
- 元慶2年（878年） 正月11日：河内守[14]
- 時期不詳：大和守[15]
- 元慶6年（882年） 正月7日：正五位下[15]

## 系譜
- 父：安倍吉人[16]
- 母：不詳
- 妻：不詳
  - 男子：安倍恒材[17]